# Lijst van kalkovens in Zuid-Limburg
Dit is een lijst van kalkovens in Zuid-Limburg in Nederland. In Nederlands Zuid-Limburg hebben er zeker 95 kalkbranderijen bestaan, maar de meeste bestonden maar korte tijd ten tijde van de Eerste Wereldoorlog.

## Nog bestaande kalkovens
Deze lijst bevat de 23 nog bestaande kalkbranderijen en kalkovenrestanten van west naar oost.
| Naam                            | Plaats            | Gemeente               | Coördinaten                   | Opmerkingen                                                                      |
| ------------------------------- | ----------------- | ---------------------- | ----------------------------- | -------------------------------------------------------------------------------- |
| Kalkoven De Valk                | 't Rooth          | Eijsden-Margraten      | 50° 50′ 23″ NB, 5° 46′ 25″ OL | gerestaureerd, zichtbaar vanaf weg                                               |
| Kalkoven 't Rooth               | 't Rooth          | Eijsden-Margraten      | 50° 50′ 17″ NB, 5° 46′ 32″ OL | in redelijke toestand, alleen zichtbaar met excursie in Groeve 't Rooth          |
| Kalkoven bij Curfsgroeve        | Geulhem           | Valkenburg aan de Geul | 50° 52′ 18″ NB, 5° 46′ 26″ OL | gerestaureerd, zichtbaar vanaf weg                                               |
| Kalkoven bij ingang Curfsgroeve | Geulhem           | Valkenburg aan de Geul | 50° 52′ 15″ NB, 5° 46′ 32″ OL | ruïne, zichtbaar vanaf terrein voor tunnelingang groeve                          |
| Kalkoven Biebosch               | Sibbe             | Valkenburg aan de Geul | 50° 51′ 10″ NB, 5° 50′ 4″ OL  | vervallen toestand, zichtbaar vanaf weg                                          |
| Kalkoven Schaelsberg            | Oud-Valkenburg    | Valkenburg aan de Geul | 50° 51′ 32″ NB, 5° 51′ 24″ OL | ruïne, zichtbaar vanaf pad                                                       |
| Kalkoven Walem                  | Walem             | Valkenburg aan de Geul | 50° 51′ 30″ NB, 5° 52′ 9″ OL  | gerestaureerd, zichtbaar vanaf weg en pad                                        |
| Kalkoven Kroongroeve            | Schin op Geul     | Voerendaal             | 50° 51′ 24″ NB, 5° 52′ 12″ OL | onderste deel nog bestaand, terrein is privébezit en niet toegankelijk/zichtbaar |
| Kalkoven Engwegen               | Engwegen          | Valkenburg aan de Geul | 50° 50′ 49″ NB, 5° 52′ 27″ OL | kalkovenrestant in bodem, bovengronds niet zichtbaar                             |
| Kalkoven Dikkebuiksweg-zuid     | Wijlre            | Gulpen-Wittem          | 50° 49′ 52″ NB, 5° 54′ 8″ OL  | ruïne, zichtbaar vanaf weg                                                       |
| Kalkoven Dikkebuiksweg-noord    | Wijlre            | Gulpen-Wittem          | 50° 49′ 53″ NB, 5° 54′ 8″ OL  | gerestaureerd, zichtbaar vanaf weg                                               |
| Kalkoven Kasteel Haren          | Kunrade           | Voerendaal             | 50° 52′ 22″ NB, 5° 54′ 48″ OL | vervallen toestand, zichtbaar vanaf pad                                          |
| Kalkoven Amerikaanse Branderij  | Kunrade           | Voerendaal             | 50° 52′ 22″ NB, 5° 55′ 1″ OL  | vervallen toestand, zichtbaar vanaf pad                                          |
| Kalkoven Midweg                 | Kunrade           | Voerendaal             | 50° 52′ 19″ NB, 5° 55′ 7″ OL  | gerestaureerd, zichtbaar vanaf weg                                               |
| Kalkoven Winthagen              | Winthagen         | Voerendaal             | 50° 51′ 45″ NB, 5° 55′ 60″ OL | gerestaureerd, zichtbaar vanaf de weg                                            |
| Kalkoven Koffiepotje            | Ubachsberg/Welten | Voerendaal             | 50° 52′ 10″ NB, 5° 57′ 27″ OL | vervallen toestand, zichtbaar vanaf pad                                          |
| Kalkoven Sieben                 | Ubachsberg        | Simpelveld             | 50° 51′ 14″ NB, 5° 57′ 32″ OL | gerestaureerd, zichtbaar vanaf weg                                               |
| Kalkoven Kurvers                | Ubachsberg        | Voerendaal             | 50° 51′ 22″ NB, 5° 57′ 47″ OL | vervallen toestand, niet zichtbaar vanaf weg                                     |
| Kalkoven Daelsweg               | Ubachsberg        | Voerendaal             | 50° 51′ 31″ NB, 5° 57′ 54″ OL | gerestaureerd, zichtbaar vanaf weg                                               |
| Kalkoven Dalberg                | Ubachsberg        | Voerendaal             | 50° 51′ 36″ NB, 5° 57′ 53″ OL | vervallen toestand, zichtbaar vanaf pad                                          |
| Kalkoven Bosrand                | Ubachsberg        | Simpelveld             | 50° 51′ 21″ NB, 5° 57′ 58″ OL | in redelijke toestand, zichtbaar vanaf de weg en pad                             |
| Kalkoven Putberg                | Ubachsberg        | Simpelveld             | 50° 51′ 31″ NB, 5° 58′ 7″ OL  | ruïne, niet zichtbaar vanaf pad                                                  |
| Kalkoven Bulkemsbroek           | Bulkemsbroek      | Simpelveld             | 50° 49′ 50″ NB, 5° 57′ 50″ OL | kalkovenrestant, restant amper zichtbaar achter garage                           |

## Kaart
De groene markeringen zijn kalkovens die duidelijk zichtbaar en herkenbaar zijn als kalkoven, de grijze niet.